# 92614 Kazutami
92614 Kazutami este un asteroid din centura principală de asteroizi.

## Descriere
92614 Kazutami este un asteroid din centura principală de asteroizi. A fost descoperit pe 23 august 2000 la Gnosca de Stefano Sposetti. Asteroidul prezintă o orbită caracterizată de o semiaxă mare de 2,37 ua, o excentricitate de 0,20 și o înclinație de 2,8° în raport cu ecliptica.